# Cachaço (Brava)
Cachaço es una localidad caboverdiana del municipio de Brava.

## Geografía
La localidad está situada en la isla de Brava.

## Organización territorial
La localidad abarca los lugares y barrios de:
- Achada Monteiro
- Monte Vermelho
- Montinho
- Orgãos
- Pa Frente
- Poio
- Ponta Canal
- Ponta Verde
- Ribeira Lapa
- Vaqueiro